# Liste de chefs militaires
Vous trouverez ci-dessous une liste des chefs militaires parmi les plus importants.
Elle est ordonnée alphabétiquement selon les époques.

## Antiquité
- Modu Chanyu, la peur des chinois.
- Aetius, maître de la milice.
- Alexandre le Grand.
- Alcibiade.
- Arminius, chef des Chérusque, inflige l'un des plus gros revers aux romains à Teutobourg.
- Ashoka, troisième empereur Maurya.
- Arsitès, satrape battu par Alexandre le Grand à la bataille du Granique.
- Attila le Hun, le fléau de Dieu.
- Boadicée, reine bretonne révoltée contre les romains en 60-61.
- Brennos.
- Callicratidas, général spartiate.
- Callimaque le Polémarque, général athénien, vainqueur de la bataille de Marathon avec Miltiade.
- Chabrias, stratège athénien.
- Cimon, général athénien, véritable fondateur de l'empire maritime d'Athènes.
- Cyrus II.
- Décébale.
- Epaminondas, général thébain, inventeur de l'ordre oblique, promoteur de la légion sacrée thébaine, vainqueur des batailles de Leuctres (-371) et Mantinée (-362).
- Eurybiade, général et amiral spartiate.
- Hannibal Barca, général carthaginois, fils d'Hamilcar Barca.
- Horemheb, général égyptien des pharaons Akhénaton et Aÿ. À la mort de ce dernier il monte sur le trône d'Égypte et est le dernier pharaon de la XVIIIe dynastie.
- Jugurtha, chef numide du IIe siècle av. J.-C.
- Jules César.
- Léosthène, général athénien de la guerre lamiaque.
- Lysandre, général spartiate, vainqueur de la guerre du Péloponnèse.
- Mardonios, général perse.
- Marius, général romain.
- Memnon de Rhodes, mercenaire de Darius III, adversaire d'Alexandre le Grand.
- Mentor de Rhodes, adversaire puis allié du roi Artaxerxès III, il participe à la conquête de l'Égypte.
- Miltiade, général athénien, vainqueur à Marathon.
- Néarque, amiral d'Alexandre le Grand.
- Odénat, prince de Palmyre, vainqueur des perses et de l'usurpateur Macrien.
- Oundjebaoundjed, général égyptien de la XXIe dynastie (environ -1032 à -991).
- Ouni, général égyptien et vizir du pharaon Pépi Ier de la VIe dynastie (environ -2289 à -2255).
- Paramessou, général égyptien du pharaon Horemheb de la XVIIIe dynastie. À la mort de son souverain il héritera du trône et devient Ramsès Ier, fondateur de la XIXe dynastie.
- Parménion, général d'Alexandre le Grand.
- Pausanias, général spartiate.
- Pélopidas, général thébain.
- Philopoemen, général de la ligue achéenne.
- Philotas, général qui dirige la cavalerie d'Alexandre le Grand.
- Polyperchon, général d'Alexandre le Grand.
- Pompée, général romain.
- Probus, général de confiance d'Aurélien qui reconquiert l'Égypte sur les Palmyréniens.
- Pyrrhus Ier.
- Sargon d'Akkad.
- Scipion l'Africain, général romain.
- Stilicon, général romain.
- Saül  roi guerrier d israel
- Timoléon, homme politique et général corinthien.
- Ramsès II.
- Thémistocle, le vainqueur de Salamine.
- Tigrane II, dirigeant royaume d'Arménie.
- Thrasybule, général athénien rétablissant la démocratie.
- Vercingétorix.
- Zabdas, général palmyrénien de Zénobie et Waballath

## Moyen Âge
- Gengis Khan
- Alphonse Ier le batailleur
- Bélisaire
- Charlemagne, le petit-fils de Charles Martel
- Roger Ier de Sicile
- Jeanne d'Arc
- Jean Bureau
- Richard Cœur de Lion
- Bertrand du Guesclin
- Tamerlan
- Ertuğrul
- Osman Ier, fondateur de l'Empire ottoman
- Saladin
- Le Cid
- Skanderbeg
- Subötaï
- Tariq ibn Ziyad, un stratège militaire de l'armée omeyyade et le conquérant de l'Hispanie
- Khalid ibn al-Walid (général de Mahomet)
- Rollon, chef viking et fondateur de duché de Normandie
- Clovis Ier
- Charles Martel, vainqueur des Omeyyades à la bataille de Poitiers
- Guillaume le Conquérant, duc de Normandie et roi d'Angleterre après la bataille d'Hastings
- Godefroy de Bouillon, principal acteur de la première croisade et roi de Jérusalem
- Baudouin IV de Jérusalem
- David IV de Géorgie
- Mehmed II le conquérant de Constantinople
- Édouard de Woodstock (Le prince noir)
- Léon II (roi d'Arménie)

Voir aussi : chefs militaires de la guerre de Cent Ans - Liste des principaux chefs croisés

## Renaissance
- Gaspard II de Coligny
- Francisco de Almeida, général et gouverneur des Indes portugaises (1450-1510)
- Afonso de Albuquerque, général et gouverneur des Indes portugaises (1453-1515)
- Hernán Cortés, Conquistador espagnol (1485-1547)
- Francisco Pizarro, Conquistador espagnol
- Mem de Sá, conquistador portugais et gouverneur général du Brésil (1500-1572)
- Bâbur (1483-1530), grand moghol
- Akbar (1542-1605), grand moghol
- Sonni Ali Ber (1464-1492), grand Sonni Fondateur et Empereur du puissant et vaste empire Songhai
- Askia Mohammed dit le Grand (1493-1528) empereur du Songhai et Calife du Tekrour parachève les conquêtes de Sonni et fait de l'empire le plus vaste État que l'Afrique ait connu avec 1,4 million de km2 de l'océan atlantique au lac Tchad et de l'Afrique du Nord à la forêt du Nigeria

Voir aussi : chefs militaires des guerres d'Italie - chefs militaires des guerres de religion

## Époque moderne
- Shivâjî Bhonsla (1630 - 1680), fondateur de l'Empire marathe
- Jean de Tilly
- Albert de Wallenstein
- Alexandre Farnèse
- Gustave II Adolphe
- Gaspard III de Coligny
- Jean de Coligny-Saligny
- Le Grand Condé
- Turenne
- Le Prince Eugène
- Jean III Sobieski "Sauveur de Vienne et de la civilisation européenne"
- Charles XII de Suède
- Maurice de Saxe
- Maurice de Nassau
- Frédéric II de Prusse
- John Churchill, duc de Marlborough
- Nader Chah
- Ernst Gideon von Laudon

## Guerres révolutionnaires
Cette période se distingue avec de nombreux capitaines extrêmement talentueux issus du peuple, et qui n'ont pas de formation militaire initiale, leurs qualités se révélant au combat. Mais aussi par des commandants qui représentent leurs pays.
- George Washington
- La Fayette
- Hoche
- Kléber
- Moreau
- Napoléon Bonaparte
- Masséna
- Bessières
- Davout
- Lannes
- Desaix
- Poniatowski
- Nelson
- Wellington
- Koutouzov
- Adolf von Lützow
- Bernadotte
- Frédéric VI de Danemark
- Souvorov
- Gebhard Leberecht von Blücher
- Tadeusz Kościuszko

Voir surtout la liste complète : liste des généraux de la Révolution et du Premier Empire

## XIXesiècle
- Pierre IV de Portugal et Ier du Brésil
- Mathieu Brialmont,
- Alfred Chanzy, guerre de 1870
- François Certain de Canrobert, guerre de Crimée,
- Pierre Gustave Toutant de Beauregard,
- Pierre Denfert-Rochereau,
- Robert E. Lee,
- Ulysses Simpson Grant,
- Thomas Jonathan Jackson,
- Adolphe Niel,
- Louis Rossel,
- William Tecumseh Sherman,
- Helmuth von Moltke,
- Giuseppe Garibaldi,
- L'émir Abd El-Kader,
- Napoléon Bonaparte,
- Babatou Grand conquérant zarma du 19e siècle originaire de la région du Sahel, plus précisément du Niger actuel. Ses raides sur le plateau voltaïque Ghana, Burkina Faso Lui permirent de soumettre la région et d'organiser un vaste État militaire sur Les territoires Dagombas et Gourounsi.

## XXesiècle
- Joseph Joffre (Première Guerre mondiale, France)
- Ferdinand Foch (Première Guerre mondiale, France)
- Philippe Pétain (Première Guerre mondiale, France)
- Erich von Falkenhayn (Première Guerre mondiale, Allemagne)
- Hindenburg (Première Guerre mondiale, Allemagne)
- Erich Ludendorff (Première Guerre mondiale, Allemagne)
- Radomir Putnik (Première Guerre mondiale, Serbie)
- Mustafa Kemal (Première Guerre mondiale, Guerre d’indépendance turque, Turquie)
- Alexeï Broussilov (Première Guerre mondiale, Russie)
- Abdelkrim el-Khattabi (Guerre du Rif, Maroc)
- Dwight Eisenhower (Seconde Guerre mondiale, États-Unis)
- George Patton (Seconde Guerre mondiale, États-Unis)
- Douglas MacArthur (Seconde Guerre mondiale, États-Unis)
- Heinz Guderian (Seconde Guerre mondiale, Allemagne)
- Gustaf Mannerheim (Seconde Guerre mondiale, Finlande)
- Bernard Montgomery (Seconde Guerre mondiale, Angleterre)
- Erwin Rommel (Seconde Guerre mondiale, Allemagne)
- Gerd von Rundstedt (Seconde Guerre mondiale, Allemagne)
- Sepp Dietrich (Seconde Guerre mondiale, Allemagne)
- Friedrich Wilhelm Ernst Paulus (Seconde Guerre mondiale, Allemagne)
- Maxime Weygand (Seconde Guerre mondiale, France)
- Erich von Manstein (Seconde Guerre mondiale, Allemagne)
- Josip Broz Tito (Seconde Guerre mondiale, résistant yougoslave)
- Georguy Joukov (Seconde Guerre mondiale, URSS)
- Philippe Leclerc de Hauteclocque (Seconde Guerre mondiale, France)
- Marie-Pierre Kœnig (Seconde Guerre mondiale, France)
- Charles de Gaulle  (Seconde Guerre mondiale, France)
- Jean de Lattre de Tassigny (Seconde Guerre mondiale, France)
- Léo Major (Seconde Guerre mondiale, Canada)
- Moshe Dayan (guerre des Six Jours, Israël)
- Võ Nguyên Giáp (Guerre d'Indochine, Viet Nam)
- Marcel Bigeard (Guerres d'Indochine et d'Algérie, France)
- Alphonse Juin (Seconde Guerre mondiale, France)
- Isoroku Yamamoto (Seconde Guerre mondiale, Japon)
- Ahmed Chah Massoud (Première Guerre d'Afghanistan, Afghanistan)
- Lawrence d’Arabie (Première Guerre mondiale, Angleterre)
- Norman Schwartzkopf (Guerre du Golfe, États-Unis)
- Andranik Ozanian (Première Guerre mondiale, Arménie)
- Arthur Currie (Première Guerre mondiale, Canada)
- Draža Mihailović (Seconde Guerre mondiale, serbie)

## XXIesiècle
- David Petraeus (Guerres d'Afghanistan et d'Irak, États-Unis)
- Souhail Al-Hassan (Guerre civile syrienne, Syrie)
- Khalifa Haftar (Deuxième guerre civile libyenne, Libye)